# アンドレアス (ギリシャ王子)
アンドレアス・ティス・エラザス・ケ・ザニアス（ギリシア語: Ανδρέας της Ελλάδας και Δανίας, 1882年2月2日（グレゴリオ暦） - 1944年12月3日）は、ギリシャ王ゲオルギオス1世と王妃オルガの四男（第7子）。コンスタンティノス1世の弟。グリュックスブルク家の一員であり、ギリシャ王子およびデンマーク王子であった。イギリス女王エリザベス2世の王配エディンバラ公フィリップの父である。

## 生涯
アテネに生まれる。幼少期は、多くの世話人によって英語を教えられたが、両親との会話ではギリシャ語のみを話した。それ以外の言語では、デンマーク語とロシア語、ドイツ語、フランス語にも堪能だった。後に、アテネの士官学校に入学し、近視というハンディキャップを抱えながらも陸軍に入隊した。多くの王族に見られるような名誉職ではなく、他の一般軍人と同様に職務をこなし、バルカン戦争にも従軍した。
1903年10月6日に、ドイツのダルムシュタットでルイス・オブ・バッテンバーグ（のちの初代ミルフォード・ヘイヴン侯爵ルイス・マウントバッテン）の娘アリス（ギリシャ語：アリキ）と結婚し、後に1男4女をもうけた。
第一次世界大戦時には、中立政策を推し進める兄王と連合国が支持するヴェニゼロス元首相を中心とする暫定革命政府の対立がきっかけで勃発した内戦により、兄王が退位を余儀なくされ、アンドレアス自身も他の王族らと共にスイスで数年間の亡命生活を送ることになった。
帰国後は、陸軍少将として現役に復帰し、1919年に勃発した希土戦争で指揮を執ったものの、結果はギリシャの敗北に終わり、アンドレアスは指揮官としてセーヴル条約で得た領土を失った責任を問われた。また、1922年に起きた軍事クーデターにより、革命政府から死刑を宣告されたが、従兄のイギリス国王ジョージ5世が差し向けた軽巡洋艦「カリプソ」に搭乗してフランスへ亡命し、余生の大部分を同地で過ごすこととなった。
亡命後は、兄ゲオルギオス王子の妻マリー・ボナパルトの所有するパリ郊外サン＝クルーの別荘に滞在したが、家庭を顧みず愛人を作り続け、家にも不在がちだったことから、妻アリスは神経衰弱を患うようになり、1930年に彼女がベルリンのサナトリウムに入所して以降は、疎遠となった。
4人の娘たちはドイツ貴族と結婚し、一人になった息子のフィリッポスも1928年にイギリスにいるアリスの母親のところに行った。それ以降は、フランス南部のコート・ダジュールに移り、愛人とともに小さなアパートやホテルの一室、ヨットの上を転々とし続けるという生活を続けた。
1939年に第二次世界大戦が勃発してからは、事実上ヴィシー政権の監視下に置かれ、その一方でフィリッポスが政権と敵対するイギリス海軍の士官になったことから、完全な音信不通状態となり、その年以降はフィリッポスを含む家族の誰とも会うことはなかった。
1944年に、モナコのモンテカルロにあるオテル・メトロポールで心臓麻痺と動脈硬化症により62歳で亡くなった。遺体は、一度はニースにある正教会の墓地に埋葬されたものの、1946年にギリシャ海軍の巡洋艦によりギリシャへ戻され、アテネ近郊にあるタトイ宮殿の王室墓地に再度埋葬された。

## 子女
妻のアリス・オブ・バッテンバーグとの間に、5人の子女（1男4女）をもうける。
- マルガリタ（1905年 - 1981年） - ホーエンローエ＝ランゲンブルク侯ゴットフリートと結婚。
- セオドラ（1906年 - 1969年） - マクシミリアン・フォン・バーデンの長男ベルトルトの妻。
- セシリア（1911年 - 1937年） - ヘッセン大公エルンスト・ルートヴィヒの長男ゲオルク・ドナトゥスの妻。飛行機事故で他界。
- ソフィア（1914年 - 2001年） - ヘッセン＝カッセル公子クリストフと結婚。クリストフの死後ハノーファー王子ゲオルク・ヴィルヘルムと再婚。
- フィリッポス（1921年 - 2021年） - イギリス女王エリザベス2世の夫（王配）。フィリップ・マウントバッテンと改名。エディンバラ公。